# Jan Krámek
Jan Krámek (* 18. prosince 1945, Praha) je český politik, v 90. letech 20. století poslanec České národní rady a Poslanecké sněmovny za ODS a pak senátor za obvod č. 17 – Praha 12.

## Biografie
Má dvě děti a dvě vnoučata. Rodiče žijí v Písku. V letech 1960–1964 vystudoval střední strojní průmyslovku v Písku. Pracoval potom jako konstruktér v podniku ZVVU Milevsko, později na postu projektanta v Okresním stavebním podniku Příbram a jako montér ocelových konstrukcí v montážním závodě ZRUP Příbram. V době před listopadem 1989 byl projektantem specialistou
v podniku SUBTERRA Zbraslav.
V komunálních volbách v roce 1990 byl zvolen do zastupitelstva městské části Praha-Zbraslav (do zbraslavského zastupitelstva byl kooptován za Občanské fórum již bezprostředně po listopadu 1989) a po čtyři roky byl tamním starostou. Opětovně byl do zbraslavského zastupitelstva zvolen za ODS v komunálních volbách roku 1994. Zastával funkci předsedy rady pražského Občanského fóra. V roce 1991 byl mezi zakládajícími členy ODS a v rámci této strany působil na postu předsedy pražské rady a předsedy Oblastního sdružení Prahy 5.
Ve volbách v roce 1992 byl zvolen do České národní rady za ODS (volební obvod Praha). Zasedal ve výboru pro veřejnou správu, regionální rozvoj a životní prostředí.
Od vzniku samostatné České republiky v lednu 1993 byla ČNR transformována na Poslaneckou sněmovnu Parlamentu České republiky. Zde setrval do sněmovních voleb v roce 1996. Od roku 1994 přešel do sněmovního branného a bezpečnostního výboru. V roce 1996 kritizoval lidovecké vedení rezortu obrany a prohlásil, že „vedení ministerstva si plete tento resort s úvěrovou bankou a poskytuje nenávratné úvěry.“ Ministr Vilém Holáň pak po něm požadoval omluvu.
V sněmovních volbách roku 1996 kandidoval za ODS, ale nebyl zvolen. V senátních volbách na podzim 1996 se stal členem horní komory českého parlamentu, když v prvním kole volby porazil sociálního demokrata Zdeňka Pleskota v poměru 48,65 ku 15,39 % hlasů. Ve druhém kole zvítězil se ziskem 68,75 % hlasů. V senátu působil jako místopředseda Výboru pro zahraniční věci, obranu a bezpečnost a předsedal Stálá komisi pro práci Kanceláře Senátu. Ve volbách 2000 svůj mandát obhajoval, v prvním kole skončil druhý za nestraníkem Edvardem Outratou, který kandidoval za Čtyřkoalici, v poměru 24,17 % ku 22,12 %, ovšem ve druhém kole prohrál s výraznou ztrátou na vítěze, který obdržel 62,25 % hlasů.